# Estación de Sennecey-le-Grand
La estación de Sennecey-le-Grand es una estación ferroviaria francesa de la línea París - Marsella, situada en la comuna de Sennecey-le-Grand, en el departamento de Saona y Loira, en la región de Borgoña. Por ella transitan únicamente trenes regionales que unen Chalon-sur-Saône con Mâcon.

## Situación ferroviaria
La estación se encuentra en la línea férrea París-Marsella (PK 398,543). 

## Descripción
La estación configurada como un simple apeadero se compone de dos andenes laterales y de dos vías. 

## Servicios ferroviarios

### Regionales
Los TER Borgoña enlazan Chalon-sur-Saône con Mâcon.